# 보로네시현

보로네시현의 문장

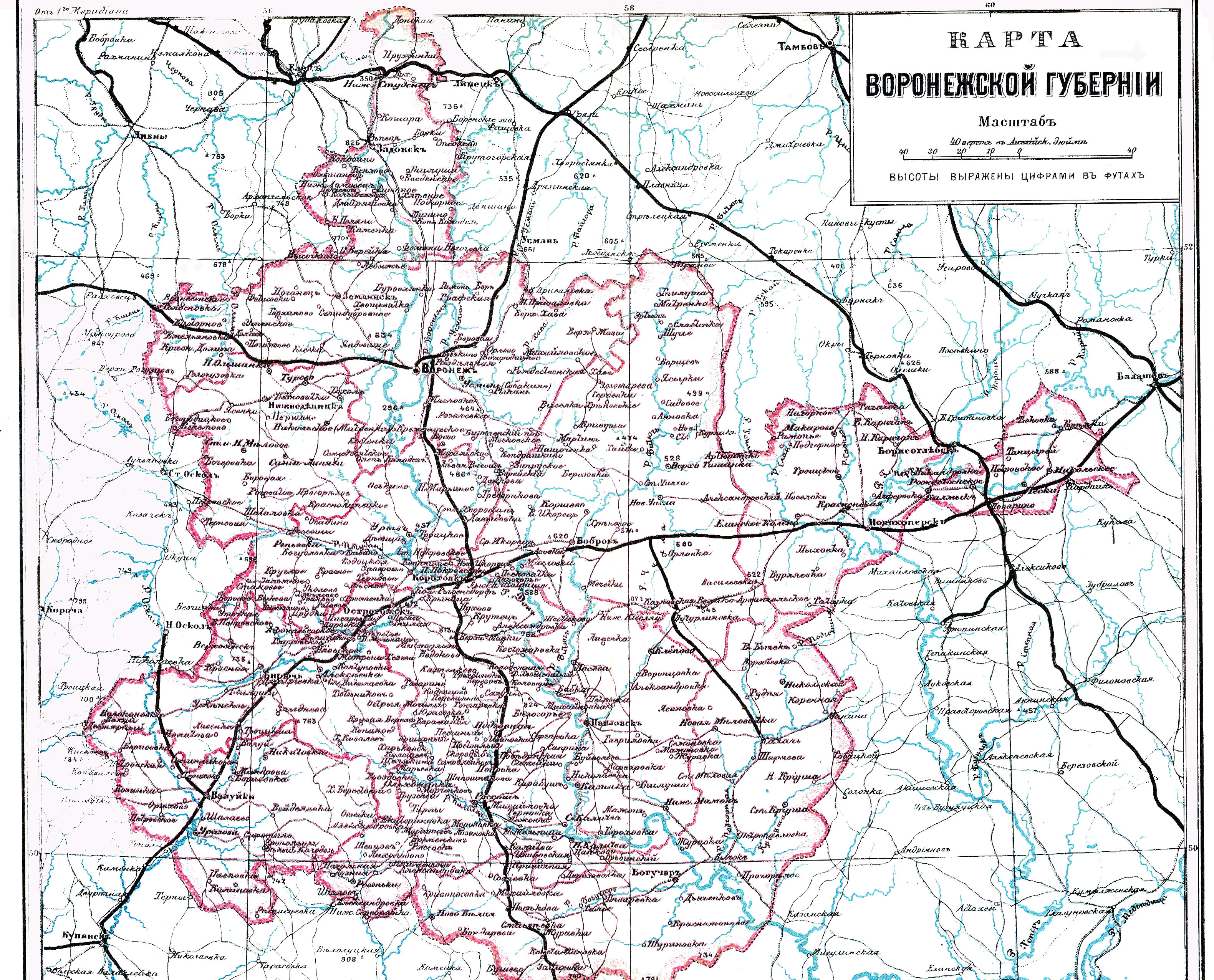
보로네시현의 지도

보로네시현(러시아어: Воронежская губерния)은 1725년부터 1928년까지 존재했던 러시아 제국의 현으로 현도는 보로네시이며 면적은 65,892km2, 인구는 2,531,253명(1897년 당시 기준)이다. 1835년 슬로보다우크라이나현에서 분리되어 신설되었다. 현재의 러시아 보로네시주 대부분과 벨고로드주 남동부, 리페츠크주 남부에 걸쳐 있었다.